# Wilhelm Piec
Wilhelm Piec (né Wilhelm Pietz) (né le 2 novembre 1915 à Lipiny, quartier de Schwientochlowitz dans l'empire allemand et mort le 4 avril 1954 à Świętochłowice en Pologne) était un joueur silésien de football international polonais.

## Biographie
Wilhelm est l'un des meilleurs joueurs de l'entre-deux guerres en Pologne. Lui et son frère aîné (plus célèbre encore) Ryszard Piec jouent tout d'abord au Naprzód Lipiny, une petite équipe de leur quartier, Lipiny. Ils ne parviennent pourtant jamais à les qualifier pour la 1re division polonaise.
Piec joue en tout six matchs avec l'équipe de Pologne. Il participe à la coupe du monde 1938 en France, mais ne participe pas au match Pologne - Brésil, match perdu 5-6 après prolongation le 5 juin 1938 à Strasbourg. 
Durant la guerre, il continue à jouer à Naprzód, qui est forcé de changer de nom pour le TuS Lipine. Après la guerre, en 1946-47, il rejoue à l'AKS Chorzów.